# Renoir (film)
Renoir je francouzský dramatický film z roku 2013, který režíroval Gilles Bourdos. Film byl uveden v sekci Un certain regard na filmovém festivalu v Cannes dne 25. května 2012.

## Děj
Andrée Heuschlingová byla modelkou impresionistického malíře Auguste Renoira a na sklonku jeho života, kdy trpěl těžkým deformujícím revmatismem a téměř ochrnutím nohou, pro něj představovala velký zdroj inspirace. Andrée po svém příchodu do malířova domu naruší zavedený pořádek. Vzbuzuje žárlivost mnoha služebných, které se starají o starého malíře. Vzbuzuje také zájem Augustova syna Jeana, který se doma zotavuje ze zranění ve válce.

## Obsazení
| Michel Bouquet      | Auguste Renoir    |
| Christa Theret      | Andrée Heuschling |
| Vincent Rottiers    | Jean Renoir       |
| Thomas Doret        | Coco              |
| Laurent Poitrenaux  | Pierre Renoir     |
| Romane Bohringer    | Gabrielle Renard  |
| Michèle Gleizer     | paní Renoir       |
| Carlo Brandt        | doktor Pratt      |
| Hélène Babu         | Odette            |
| Marion Lécrivain    | Véra Sergine      |
| Hervé Briaux        | Ambroise Vollard  |
| Stuart Seide        | Albert Barnes     |
| Emmanuelle Lepoutre | lékařka           |
| Thierry Hancisse    | starožitník       |
| Solène Rigot        | Madeleine         |
| Paul Spera          | Barnesův tajemník |
| Alice Barnole       | dívka v kabaretu  |
| Marie Gili-Pierre   | guvernantka       |

## Ocenění
- César: nejlepší kostýmy (Pascaline Chavanne); nominace v kategoriích nejlepší herec (Michel Bouquet), nejlepší výprava (Benoît Barouh), nejlepší kamera (Mark Lee Ping Bin)
- Lumières: nominace v kategorii nejlepší herečka (Christa Theret)